# Governor Light
Governor Light ist eine Ortschaft in der Region Mahaica-Berbice in Guyana. Sie liegt auf einer küstennahen Ebene, einen Meter über Normalnull. Die Ortschaft liegt etwa zehn Meilen stromabwärts des Mahaicony-Flusses. Die Siedlung ist nach Henry Light, dem dritten Gouverneur von Britisch-Guyana benannt.  